# Zaveno de Manzicerta
Zaveno (em latim: Zavenus; em armênio: Զավեն; romaniz.: Zaven) ou Zagenes (em grego: Ζαγενης) de Manzicerta ou de Manazacerta (em armênio: Մանազկերտցի; romaniz.: Manazkerts’i) foi o católico da Igreja Apostólica Armênia de 377 a 381.

## Vida
Zaveno pertencia à segunda família eclesial armênia (a primeira sendo de Gregório, o Iluminador), que descendia do bispo Albiano de Manzicerta: era, de fato, parente de seu antecessor Hesíquio II. Tornou-se católico à morte deste último em 377, e ocupou a posição até 381. Seu irmão Asparuces lhe sucedeu.